# Bistum Surat Thani
Das Bistum Surat Thani (lat.: Dioecesis Suratthanensis) ist ein römisch-katholisches Bistum in Thailand.

## Geschichte

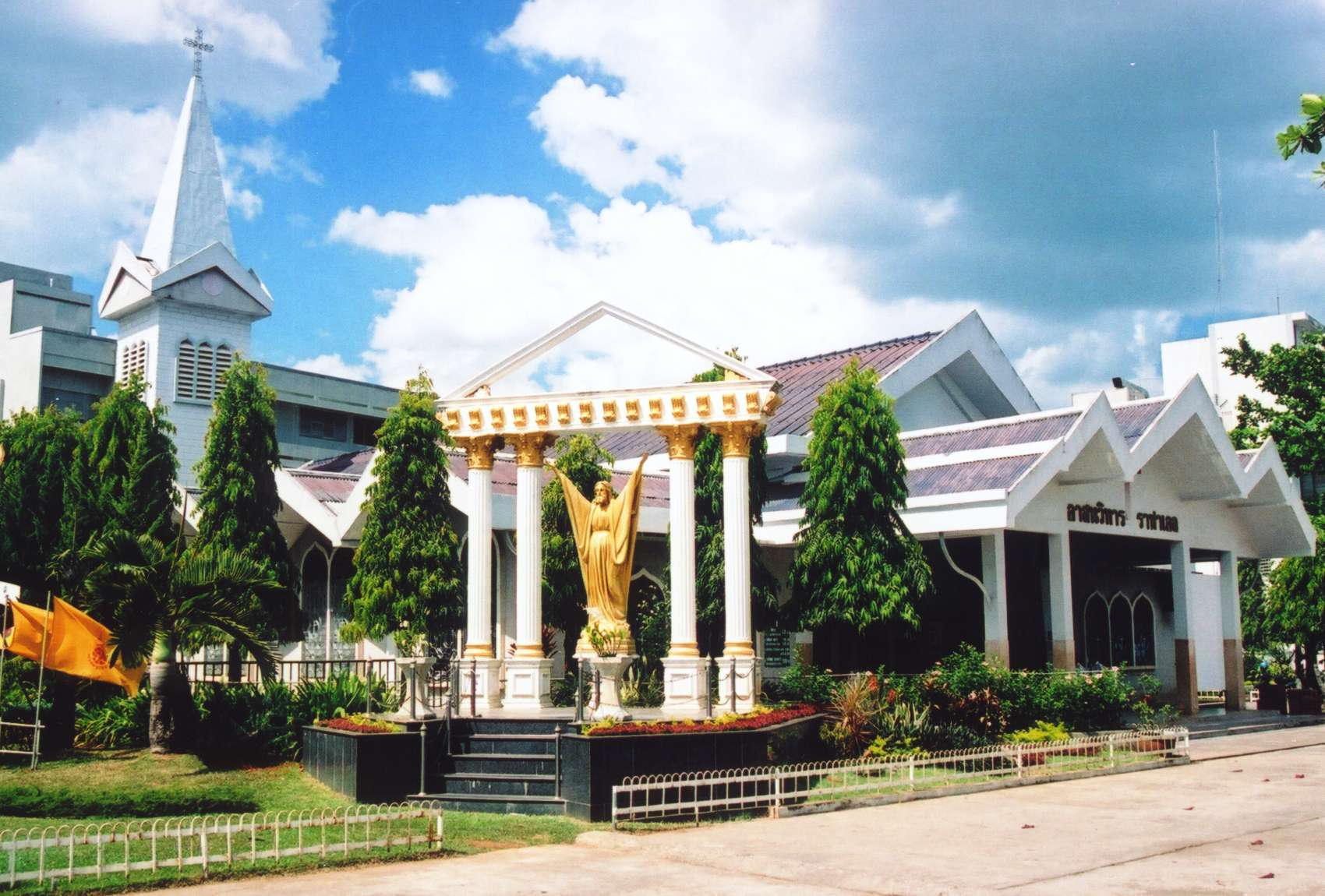
St.-Raphael-Kathedrale in Surat Thani

Die Diözese wurde 1969 durch Aufteilung des Bistums Ratchaburi gegründet und ist dem Erzbistum Bangkok als Suffraganbistum unterstellt. Es umfasst den gesamten Süden Thailands bis einschließlich der Provinz Prachuap Khiri Khan auf dem Isthmus von Kra. Die Region wurde von den Don-Bosco-Salesianern evangelisiert, die hier 1930 ankamen.

## Bischöfe
- 1969–1988: Pietro Luigi Carretto SDB
- 1988–2003: Michael Praphon Chaicharoen SDB
- 2004–2024: Joseph Prathan Sridanusil SDB
- seit 2024: Paul Trairong Multree